# IJsselmeer

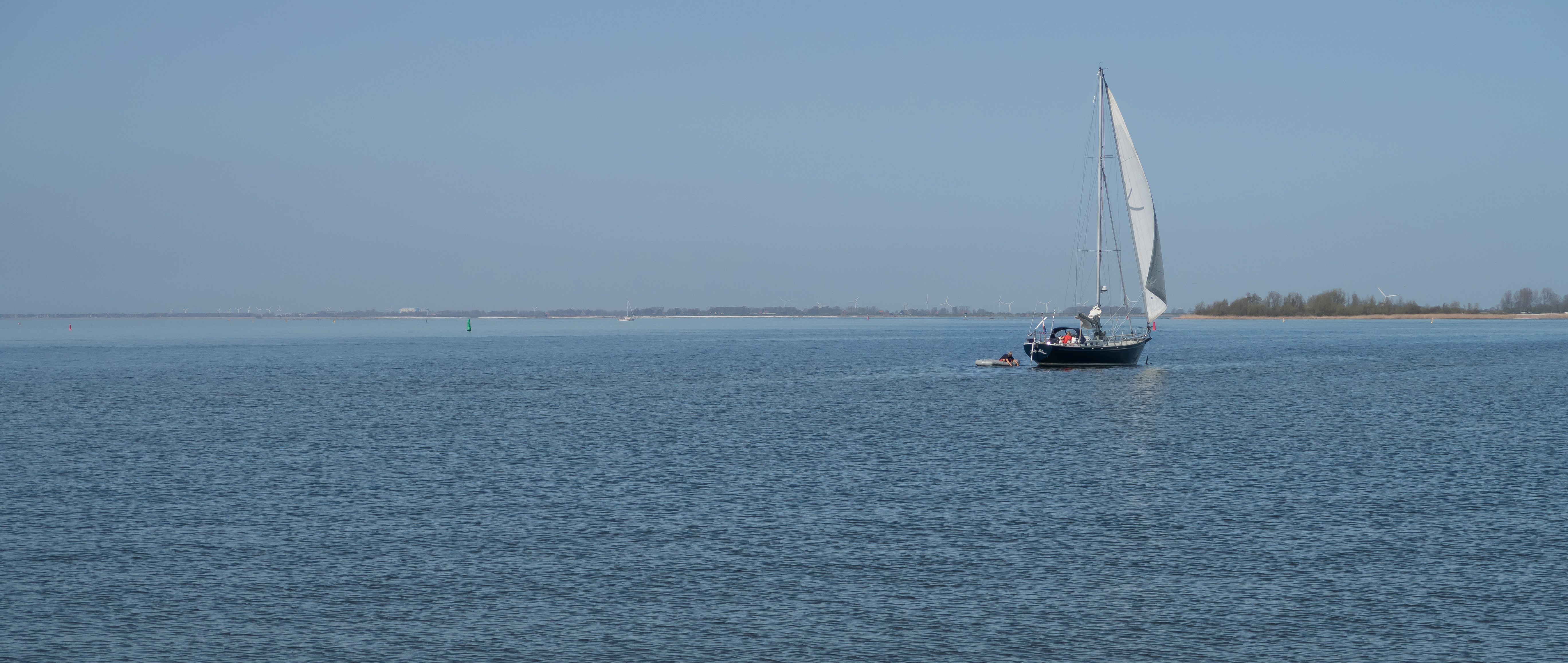
Blick auf das IJsselmeer bei Hindeloopen

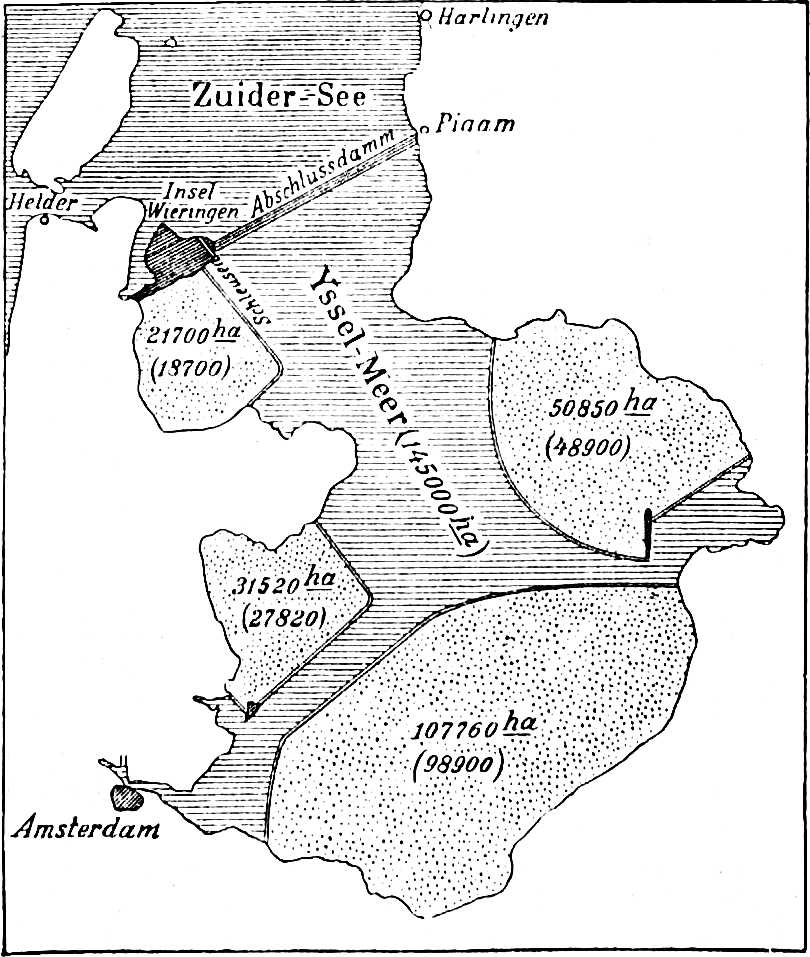
Planungsskizze aus den 1890er Jahren von Hans Bohrdt

Das IJsselmeer (Eisselmeer, Ysselmeer; [ˌɛi̯səlˈmeːr] ⓘ; das IJ ist im Niederländischen ein besonderer Digraph, weshalb auch das J großgeschrieben wird; westfriesisch Iselmar) ist der größte See der Niederlande. Er ist durch Eindeichung künstlich aus der Zuiderzee zwischen Friesland und Noord-Holland entstanden. Das Salzwasser der früheren Nordseebucht wurde im Laufe der Jahre durch Niederschlag und Flusseinmündungen zu Süßwasser.
Das Wort Meer hat im Niederländischen die Bedeutung von „Binnensee“. Der See ist benannt nach seinem Hauptzufluss, der (Gelderschen) IJssel (Gelderse IJssel), die unterhalb von Kampen in das Nebengewässer Ketelmeer einmündet. In den damit verbundenen See Zwarte Meer mündet der zweitgrößte Zufluss, das Zwarte Water.
Zum See wurde die Meeresbucht im Jahr 1932 durch die Fertigstellung des Abschlussdeichs. Die Maßnahme hatte zwei Ziele: Einerseits sollten die Küstengebiete der Meeresbucht vor Sturmfluten bewahrt werden. Andererseits erleichterte sie den Bau mehrerer Polder zur Landgewinnung. Dadurch wurde das IJsselmeer nach und nach kleiner.
Das ursprüngliche IJsselmeer wurde durch die Eindeichungen in mehrere Seen aufgeteilt: Das nördliche IJsselmeer, das südliche Markermeer und die Randmeeren. Das Markermeer südwestlich des Houtribdeichs ist der größte dieser Seen. Benannt ist er nach der Insel Marken, die durch eine Wegverbindung als vorgezogener Abschnitt eines Polderdeichs Teil des Festlands wurde. Anstelle des Markermeers sollte eigentlich ein weiteres Poldergebiet angelegt werden: Dafür wurde bereits der Houtribdijk angelegt, ein Damm, der heute das Markermeer vom IJsselmeer trennt. Aus ökologischen und finanziellen Gründen wurde auf den Markerwaardpolder schließlich verzichtet.
Die beiden südöstlichen Polder bilden heute zusammen die Insel Flevoland. Durch die hydrogeologische Trennung der Polder vom Festland entstand Reihe von Randseen, die sogenannten Randmeeren: das Ketelmeer zwischen dem Noordoostpolder und dem östlichen Flevoland, das Veluwemeer zwischen Flevoland und dem alten Festland und das Gooimeer im Südwesten des südlichen Flevolands.
Das IJsselmeer ist im Durchschnitt nur 4,6 Meter tief, an einigen Stellen jedoch bis zu 9 Meter. Wie schon im Markermeer erfolgt, sollen auch im IJsselmeer punktuell auf über 20 Meter ausgebaggerte Senken eine künstliche Wasserdurchmischung anregen. Dies soll nach einer Versuchsphase im Markermeer nun zur allgemeinen Verbesserung der Wasserqualität erfolgen. Denn die ehemalige Zuiderzee ist heute ein wichtiger Süßwasserspeicher, der auch der Trinkwassergewinnung dient, sowie Lebensraum für Vögel, Fische und andere Tiere. Ansonsten ist das IJsselmeer durch Wassersport und weitere Freizeitangebote bekannt.

## Geschichte
Pomponius Mela, ein römischer Geograph, nennt in seinem Werk De Choreographia im Jahr 44 n. Chr. den Lacus Flevo. In anderen Quellen findet sich auch die Bezeichnung Flevum. Das Gewässer entwickelte sich im Verlauf der Zeit zum Binnensee Almere. Mehrere Faktoren war dafür maßgebend, dass aus dem Almere im Mittelalter die salzhaltige Zuiderzee entstand:
- das Steigen des Meeresspiegels der Nordsee als Folge der mittelalterlichen Warmzeit
- die Torfgewinnung durch die Friesen in West-Friesland (Enkhuizen, Medemblik u. a.), wodurch das Vlie, eine Verbindung zwischen dem Almere und dem Wattenmeer entstand
- Überschwemmungen wie die Julianenflut 1164, die Allerheiligenflut 1170 und die Luciaflut 1287

Ab Mitte des 19. Jahrhunderts wurden mehrere Projekte zur Landgewinnung in der Zuiderzee ausgearbeitet, die einen „Abschlussdeich“ (Afsluitdijk) vorsahen, u. a. 1848 von Bernard Pieter Gesinus van Diggelen und 1870 von Thomas Joannes Stieltjes.
Entstanden ist das IJsselmeer letztlich im Jahre 1932 durch den Bau eines 32 Kilometer langen Abschlussdeichs nach Entwürfen des damaligen Verkehrsministers und Ingenieurs Cornelis Lely an der Verbindungsstelle der ehemaligen Zuiderzee zum Wattenmeer (Waddenzee). Der Deich ist 90 Meter breit und trägt auf seiner dem IJsselmeer zugewandten Seite die niederländische Autobahn 7 (Europastraße 22) und einen Fernradweg. Er wurde als Teil der Zuiderzeewerke vor allem zum Schutz der Küste errichtet. 
Durch den Wegfall der Gezeiten am IJsselmeer konnten im Anschluss Wasserflächen leichter eingedeicht und trockengelegt werden. So entstanden vier große Polder in den Randbereichen des Sees, von denen die drei größten die Provinz Flevoland bilden. Das dazwischen verbliebene IJsselmeer hat, abgesehen von einzelnen künstlichen Vertiefungen, zwischen 2 und 5,5 Meter Wassertiefe. Der Wasserpegel wird im Sommer bei 20 cm unter NAP gehalten, im Winter bei 40 cm unter NAP.
Seit 1976 ist das IJsselmeer durch einen Binnendeich (Houtribdijk) in das rund 1100 km² umfassende restliche IJsselmeer und das 700 km² große Markermeer südwestlich davon geteilt. Zwei Schleusen bei Enkhuizen und Lelystad verbinden die Binnenseen miteinander. Das Markermeer sollte ursprünglich in weiten Teilen als Polder Markerwaard trockengelegt werden. Dann wäre nur das IJsselmeer als verbleibende Wasserfläche der alten Zuidersee übriggeblieben.
Bereits beim Bau des Abschlussdeiches erkannte die niederländische Generalität die militärische Gefahr, die der Festung Holland mit diesem neuen Zugang aus dem Norden drohte. Man reagierte darauf mit dem Bau der Festungen Den Oever und Kornwerderzand an den beiden Enden des Abschlussdeiches. Im Mai 1940, während des Überfalls im Zweiten Weltkrieg, konnte sich die angreifende deutsche Wehrmacht an dieser Stelle keinen Zugang zur Festung Holland verschaffen.

## Nutzung
Als größter See der Niederlande ist das IJsselmeer ein strategisches Süßwasserreservoir für die Trinkwasserversorgung und die Landwirtschaft. Der Rijkswaterstaat, ein ausführendes Organ des Ministeriums für Infrastruktur und Wasserwirtschaft, bezeichnet es deshalb auch als „nationale Regentonne“ (nationale regenton).
Das IJsselmeer ist ein Wassersportrevier und Urlaubsgebiet mit touristisch geprägten Orten wie Makkum, Lemmer und Enkhuizen. An der Küste befinden sich eine Reihe von Campingplätzen und Ferienparks sowie mehrere Yachthäfen. Zahlreiche Veranstalter bieten Segeltörns für Familien oder größere Gruppen an. Wegen der geringen Wassertiefe kann das IJsselmeer außerhalb der Fahrrinnen nur von kleineren Yachten mit geringem Tiefgang und von Plattbodenschiffen befahren werden.
Die IJsselmeer-Region ist seit Jahrzehnten ein wichtiger Lieferant von Sand für Bauprojekte. Jährlich werden hier etwa 12 bis 16 Mio. Kubikmeter Sand und damit ein wesentlicher Teil des niederländischen Bedarfs gewonnen. Dabei handelt es sich hauptsächlich um Füllsand, der z. B. zur Landgewinnung oder als Bauuntergrund verwendet wird. Anfang 2019 lehnte der Gemeinderat von De Fryske Marren einen Plan des Bergbauunternehmens Koninklijke Smals ab, der vorsah, vor der Provinz Friesland südwestlich von Lemmer eine ca. 250 Hektar große Fläche auf bis zu 60 Meter Tiefe auszubaggern, um pro Jahr ca. 2 Mio. Tonnen Industriesand und etwa 1,1 Mio. Tonnen Füllsand abzubauen. Smals legte beim Staatsrat Einspruch gegen die Entscheidung des Gemeinderats ein, scheiterte jedoch bei der obersten Verwaltungsbehörde in Den Haag.
An der Küste des Noordoostpolders ist Mitte der 2010er Jahre ein Windpark mit insgesamt 86 Windkraftanlagen an Land und im Wasser entstanden. Dieser Near-Shore-Windpark ist Teil des Windparks Noordoostpolder, der seit der Fertigstellung im Jahr 2017 rund 1,4 TWh elektrischer Energie produziert und mit einer Leistung von insgesamt 429 MW eine der größten derartigen Anlagen in den Niederlanden ist.

## Städte und Dörfer am IJsselmeer
(im Uhrzeigersinn)
| Ostseite IJsselmeer - Makkum - Piaam - Gaast - Workum - Hindeloopen - Molkwerum - Stavoren - Laaxum - Mirns - Lemmer - Urk - Lelystad | Am Markermeer gelegen - Lelystad - Almere - Amsterdam - Marken - Monnickendam - Volendam - Edam - Hoorn - Enkhuizen | Westseite IJsselmeer - Enkhuizen - Andijk - Wervershoof - Onderdijk - Medemblik - Den Oever |

## Zu- und Abflüsse
- Zuflüsse (von Nord nach Süd):
  - Zwarte Water (Unterlauf der Vechte), ca. 60 m³/s
  - IJssel (Nebenarm des Rheins), ca. 390 m³/s
  - Eem (zeitweilig, mündet sonst über den Nordseekanal), ca. 10 m³/s
  - Hierdensche Beek (über das Veluwemeer)
  - Amstel (zeitweilig, mündet sonst über den Nordseekanal)
  - Vecht (zeitweilig, mündet sonst über den Nordseekanal)
- Abflüsse (von Nord nach Süd):
  - Lorentz-Schleusen im Abschlussdeich (ins Wattenmeer), ca. 200 m³/s
  - Stevin-Schleusen im Abschlussdeich (ins Wattenmeer), ca. 250 m³/s
  - IJ und Nordseekanal (zeitweise; je nach Steuerung durch die Zuiderzeewerke)